# Kanton Saint-Cyprien
Der Kanton Saint-Cyprien war von 1790 bis 2015 ein französischer Wahlkreis im Arrondissement Sarlat-la-Canéda, im Département Dordogne und in der Region Aquitanien; sein Hauptort war Saint-Cyprien, Vertreter im Generalrat des Départements war zuletzt von 2001 bis 2015, wiedergewählt 2008, Francis Dutard.
Der Kanton war 195,36 km² groß und hatte 6483 Einwohner (Stand: 1999). 

## Gemeinden
| Gemeinde                    | Einwohner Jahr | Fläche km² | Bevölkerungsdichte | Postleitzahl | Code INSEE |
| --------------------------- | -------------- | ---------- | ------------------ | ------------ | ---------- |
| Allas-les-Mines             | 201 (2013)     | –          | – Einw./km²        | 24220        | 24006      |
| Audrix                      | 288 (2013)     | –          | – Einw./km²        | 24260        | 24015      |
| Berbiguières                | 173 (2013)     | –          | – Einw./km²        | 24220        | 24036      |
| Bézenac                     | 145 (2013)     | –          | – Einw./km²        | 24220        | 24041      |
| Castels                     | 639 (2013)     | –          | – Einw./km²        | 24220        | 24087      |
| Coux-et-Bigaroque           | 972 (2013)     | –          | – Einw./km²        | 24220        | 24142      |
| Les Eyzies-de-Tayac-Sireuil | 812 (2013)     | –          | – Einw./km²        | 24620        | 24172      |
| Marnac                      | 186 (2013)     | –          | – Einw./km²        | 24220        | 24254      |
| Meyrals                     | 588 (2013)     | –          | – Einw./km²        | 24220        | 24268      |
| Mouzens                     | 238 (2013)     | –          | – Einw./km²        | 24220        | 24298      |
| Saint-Chamassy              | 529 (2013)     | –          | – Einw./km²        | 24260        | 24388      |
| Saint-Cyprien               | 1618 (2013)    | –          | – Einw./km²        | 24220        | 24396      |
| Saint-Vincent-de-Cosse      | 352 (2013)     | –          | – Einw./km²        | 24220        | 24510      |
| Tursac                      | 347 (2013)     | –          | – Einw./km²        | 24620        | 24559      |

## Bevölkerungsentwicklung
| 1962 | 1968 | 1975 | 1982 | 1990 | 1999 |
| ---- | ---- | ---- | ---- | ---- | ---- |
| 5849 | 6313 | 5940 | 6052 | 6086 | 6483 |